# Ann Marie Rios
Ann Marie Rios (Santa Clarita, 5 settembre 1981) è un'ex attrice pornografica statunitense.

## Biografia
Ann Marie ha studiato alla Van Mar Academy of Acting di Hollywood, diventando agente immobiliare all'età di 18 anni, prima di entrare nell'industria per adulti nell'aprile 2001 all'età di 19 anni. Nel 2003, ha disegnato AnnMarie Signature Juicer, un sex toy sviluppato dalla società Phallix. Nello stesso anno ha partecipato nel video musicale per Mark Ronson del singolo , dal titolo "Ooh Wee", nel ruolo di fidanzata del cantante Nate Dogg, ha interpretato una spogliarellista in una puntata della serie televisiva Skin, in onda su Fox. Sempre nel 2003 firma un contratto con la casa di produzione Metro Interactive, e nel 2004 esordisce alla regia con il film Babes Illustrated 14. Nel 2005 ha aggiunto il cognome Rios al suo nome d'arte per evidenziare la sua provenienza latina. Nel luglio 2009 è diventata presidente della compagnia cinematografica Erotique Entertainment mentre l'anno successivo ha lanciato il suo sito web.
Ha ospitato programmi radiofonici per KSEXradio e Playboy Radio e ha lavorato in programmi televisivi per Playboy TV e Spice Networks. Nel 2013 ha pubblicato un libro, The Little Red Book: A Bedroom Talk Dictionary. Attualmente si è ritirata dal mondo della pornografia.

## Riconoscimenti
- Premi
  - 2004 AVN Award – Best Group Sex Scene, film – Looking In (come AnnMarie e con Dru Berrymore, Taylor St. Claire, Savanna Samson, Dale DaBone, Mickey G. e Steven St. Croix)[8]
- Nominations
  - 2004 AVN Award – Best Actress, Video – Babes Illustrated 13
  - 2004 AVN Award – Best All-Girl Sex Scene, Video – Babes Illustrated 13 (con Red Heaven e Ramona Luv)
  - 2009 AVN Award – Best All-Girl Couples Sex Scene – Sunny Loves Matt (con Sunny Leone)
  - 2009 AVN Award – Best Oral Sex Scene – Head Case 4
  - 2009 AVN Award – Best Tease Performance – Chicks and Salsa 5
  - 2009 AVN Award – Unsung Starlet Of The Year
  - 2009 XRCO Award – Best Cumback
  - 2010 AVN Award – Best POV Sex Scene – Fucked on Sight 6
  - 2010 AVN Award – Female Performer of the Year
  - 2011 AVN Award – Best All-Girl Group Sex Scene – Girlfriends 2 (con Sunny Leone, Heather Vandeven e Sarah Sloane)
  - 2011 AVN Award – Most Outrageous Sex Scene – Belladonna's Party of Feet 2 (con Amy Brooke, Andy San Dimas, Ashli Orion, Charley Chase, Kristina Rose, Monique Alexander, Sammie Rhodes, Sinn Sage, Tara Lynn Foxx, Belladonna)
  - 2011 XBIZ Award – Acting Performance of the Year, Female – The Engagement Party
  - 2011 XBIZ Award – Porn Star Site of the Year – AnnMarieRios.com
  - 2012 AVN Award – Best All-Girl Group Scene – Belladonna's Party of Feet 3 (con Alexis Texas, Kristina Rose e Sinn Sage)
  - 2012 AVN Award – Best Girl/Girl Sex Scene – Dirty Panties (con Alexis Texas)
  - 2012 AVN Award – Best Supporting Actress – Escaladies
  - 2012 AVN Award – Most Outrageous Sex Scene – Belladonna's Party of Feet 3 (con Alexis Texas, Kristina Rose e Sinn Sage)
  - 2012 XBIZ Award – Porn Star Site of the Year – AnnMarieRios.com
  - 2013 XBIZ Award – Best Actress, Couples-Themed Release – Venus in Furs

## Filmografia
- 2001: No Man's Land Latin Edition 2
- 2001: The 4 Finger Club 18
- 2002: Babes Illustrated 12
- 2002: Slumber Party 19
- 2003: Carmen Goes To College 2
- 2003: Babes Illustrated 13
- 2004: Heart Breakers
- 2004: Teen Angel
- 2005: Essential Cheyenne Silver
- 2005: Hungry For Ass
- 2006: Hottest Teens On The Planet
- 2006: Girl Next Door 2 (II)
- 2007: Her First Lesbian Sex 12
- 2007: Sunny Loves Matt
- 2008: Girlvana 4
- 2008: Women Seeking Women 48
- 2008: Lesbian Adventures: Strap-On Specialist 1
- 2008: Head Case 4
- 2008: Chicks and Salsa 5
- 2009: Fucked on Sight 6
- 2009: Pussy Cats 4
- 2010: Girlfriends 2
- 2010: Belladonna's Party of Feet 2
- 2010: The Engagement Party
- 2011: Belladonna's Party of Feet 3
- 2011: Dirty Panties
- 2011: Escaladies
- 2011: Cherry 1
- 2012: Toying With Your Emotions
- 2012: Sunny Leone's Lezzie Lips
- 2013: Lick Initiations
- 2013: Best of Girlvana
- 2014: 2 Latinas Are Better Than 1
- 2014: Masturbating MILFs
- 2015: Jenna Haze is a Goddess
- 2015: MILF Soup 40
- 2016: All Creampies